# Margarita de Cesarea
Margarita de Brisebarre (floruit en 1249-1255) fue la señora de Cesarea. Era la hija mayor y heredera de Juan de Cesarea y Alice de Montaigú, y ambos de sus padres provenían de las altas esferas de la nobleza de Outremer. Margarita era la segunda mujer en heredar Cesarea, después de su bisabuela Juliana.

## Biografía
No está claro cuándo exactamente heredó Margarita su feudo. Su padre murió entre 1238 y 1241, pero no es registrada como señora hasta 1249. En sus Assizes de Jerusalén, el jurista Juan de Ibelín registra que su primo, el señor de Cesarea, rechazó el bailiazgo de Jerusalén en 1243, y en su lugar el Alto Tribunal se lo dio a la reina Alicia de Chipre. Ya que su padre había muerto, esto es probablemente una referencia a su esposo, Juan Alemán, lo que indica que ya estaba gobernando Cesarea para ese entonces.
En abril de 1249, Margarita y Juan vendieron seis casales a los caballeros teutónicos. En 1253 vendieron Damor cerca de Acre a los Hospitalarios de 12 000 besantes. En 1255 también vendieron a los Hospitalarios todo lo que tenían en Acre, así como la casale de Chasteillon y Rout. En esta ocasión fueron aceptados en la cofradía laica de la orden como confrater y consoror. Parte del dinero de las ventas a los Hospitalarios se utilizó para pagar la dote de la cuñada de Juan.
El hijo mayor y heredero de Margarita, Hugo, murió en un accidente a caballo en 1264. Su segundo hijo, Nicolás, la sucedió. Ella tuvo otro hijo llamado Tomás. La fecha de la muerte de Margarita es desconocida, pero ya no es mencionada después de 1255.  Su hijo estaba en el poder en 1277.